# Гродековский сельский округ
Гроде́ковский се́льский окру́г (ранее — Гроди́ковский сельсове́т, каз. Гродеков ауылдық округі) — административная единица в составе Жамбылского района Жамбылской области Казахстана.
Административный центр — село Гродеково.

## История
В 1989 году существовал как Гродиковский сельсовет в составе двух сёл: Гродиково (административный центр) и Кызылдикан.
В периоде 1991—1998 годов Гродиковский сельсовет был преобразован и переименован в Гродековский сельский округ согласно реформам административно-территориального устройства РК.

## Население
| Численность населения | Численность населения | Численность населения |
| 1989                  | 1999                  | 2009                  |
| --------------------- | --------------------- | --------------------- |
| 4522                  | ↗4877                 | ↗6167                 |

## Состав
| № | Населённый пункт | Тип населённого пункта       | Население, 1989 | Население, 1999 | Население, 2009 |
| - | ---------------- | ---------------------------- | --------------- | --------------- | --------------- |
| 1 | Гродеково        | село, административный центр | 4 048           | ↗4 356          | ↘4 085          |
| 2 | Кызылдикан       | село                         | 474             | ↗521            | ↗2 082          |